# James Kenney (Schauspieler)
James Kenney (* 20. Juli 1930 in London als Kenneth Berwick; † 15. Januar 1982 ebenda) war ein britischer Bühnen- und Charakter-Schauspieler in Film, Fernsehen und Theater. Seine Filmkarriere umfasste mehr als 35 Auftritte in internationalen Kinofilmen und Fernsehserien. Darunter Rollen in Des Königs Admiral, Die Bombe im U-Bahnschacht, Submarine – U-Boote greifen an, Doktor Ahoi! oder Yangtse-Zwischenfall.

## Leben und Karriere
James Kenney wurde 1930 als Kenneth Berwick in London geboren. Sein Filmdebüt gab er im Alter von zwölf Jahren in Carol Reeds Filmdrama The Young Mr. Pitt. Für den Regisseur Cecil Musk spielte er nach dem Krieg im britischen Kino zwei seiner wenigen Hauptrollen in Circus Boy (1947) und Trapped by the Terror (1949).
Zu Beginn der 1950er Jahre sah man ihn häufig in Rollen als Darsteller mit einer jungenhaften Naivität, sowohl auf der Bühne als auch im Film. 1951 besetzte ihn der Regisseur Raoul Walsh als Seekadett Longley für seinen Abenteuerfilm Des Königs Admiral über den legendären Captain Horatio Hornblower an der Seite von Gregory Peck. Im selben Jahr spielte Kenney erneut für Carol Reed in seinem Drama Der Verdammte der Inseln. 1952 folgten kleinere Nebenrollen in Filmen wie in Compton Bennetts Ein Fressen für die Fische oder in Basil Deardens Filmdrama Die Bombe im U-Bahnschacht.
1953 verkörperte er in Lewis Gilberts Kriminalfilm Cosh Boy die Hauptrolle des jugendlichen Straftäters Roy Walsh, die Rolle, die er zuvor bereits auf der Bühne gespielt hatte. Gilbert setzte ihn 1954 erneut in zwei seiner Filme ein, in Vier bleiben auf der Strecke und in dem Kriegsfilm The Sea Shall Not Have Them. 1955 engagierte ihn der Regisseur Ralph Thomas für sein  Kriegsdrama Submarine – U-Boote greifen an und für die Filmkomödie Doktor Ahoi! mit Dirk Bogarde in der Hauptrolle.
Ende der 1950er Jahre spielte er in Filmen der Regisseure Michael Anderson, Hugo Fregonese, Tony Young und Max Varnel.
Für Regisseur J. Henry Piperno spielte Kenney 1962 seine letzte Hauptrolle in dessen Kinoproduktion Ambush in Leopard Street.
Zu seinen Fernsehauftritten zählten von 1950 bis zum Jahre 1973: BBC Sunday-Night Theatre, London Playhouse, Douglas Fairbanks, Jr., Presents, H.M. Tennent Globe Theatre, ITV Play of the Week, Ivanhoe, ITV Television Playhouse, Sherlock Holmes und The Pathfinders.
Kenney verstarb am 15. Januar 1982 im Alter von 51 Jahren in seiner Geburtsstadt London.

## Filmografie (Auswahl)
- 1942: The Young Mr. Pitt
- 1946: Paradies der Liebe (London Town)
- 1947: Circus Boy
- 1951: Des Königs Admiral (Captain Horatio Hornblower)
- 1951: Der Verdammte der Inseln (Outcast of the Islands)
- 1951: Der wunderbare Flimmerkasten (The Magic Box)
- 1952: Ein Fressen für die Fische (Gift Horse)
- 1952: Die Bombe im U-Bahnschacht (The Gentle Gunman)
- 1952: Cosh Boy
- 1954: Vier bleiben auf der Strecke (The Good Die Young)
- 1955: Submarine – U-Boote greifen an (Above Us the Waves)
- 1955: Doktor Ahoi! (Doctor at Sea)
- 1957: Yangtse-Zwischenfall (Yangtse Incident: The Story of H.M.S. Amethyst)
- 1962: Ambush in Leopard Street